# London Mills
London Mills è un villaggio degli Stati Uniti d'America, situato nello Stato dell'Illinois, diviso tra la contea di Fulton e la contea di Knox.